# LGM-35 Sentinel
Le LGM-35 Sentinel est un missile balistique intercontinental américain à ogive nucléaire lancé depuis le sol qui doit remplacer les 450 Minuteman 3 à compter de 2030, selon les prévisions de 2023 (date de 2027 prévue à l'origine). Il est issu du programme Ground Based Strategic Deterrent également connu par son acronyme GBSD.

## Historique
Les États-Unis utilisent, au début du XXIe siècle, trois types de vecteur pour déployer leurs armes nucléaires : des sous-marins Ohio, les bombardiers B-2, B-52 H et 450 Minuteman III tirés depuis des silos. Les Minuteman, qui de manière classique comportent trois étages à propergol solide et emportent trois têtes nucléaires, sont entrés en service en 1970 et ont été régulièrement mis à jour par des couteux programmes d'entretien. 
Les responsables des forces armées nucléaires décident en juillet 2016 de remplacer à compter de la fin de la décennie 2020 les missiles conçus dans les années 1960. Ils lancent un appel à propositions pour le développement et la maintenance d'une nouvelle génération de missiles tirés depuis des silos.  
Les sociétés Boeing et Northrop Grumman décident de répondre à l'appel d'offres. En aout 2017 l'armée de l'air américaine alloue à Boeing et Northrop Grumman respectivement 349 et 329 millions de dollars américains pour leur permettre d'élaborer leur proposition avec une sélection prévue en 2020. En juillet 2019, Boeing renonce à concourir à la suite du rachat par Northrop Grumman de Orbital ATK qui devait être la source de ses étages à propergol solide. Northrop Grumman est déclaré vainqueur par défaut de l'appel d'offres en décembre 2019. En septembre 2020, la force aérienne alloue 13,3 milliards US$ pour développer le nouveau missile. Le 5 avril 2022, le missile est officiellement nommé LGM-35A Sentinel.
Il doit être doté de véhicules de rentrée Mark21A (Mk21A) conçus par Lockheed Martin emportant une ogive W87-1. Le premier essai en vol a tourné court lorsqu'un lanceur suborbital Minotaur 2+ de Northrop Grumman a explosé peu après son décollage de la Vandenberg Space Force Base le 7 juillet 2022. Le développement avait un temps été abandonné avant d'être relancé et, en septembre 2023, LM reçoit un contrat de 996 millions de dollars pour son développement et sa construction jusqu'au 20 octobre 2039.
En 2023, selon le Government Accountability Office (GAO), « sur les 18 technologies critiques de Sentinel, trois sont arrivées à maturité, 14 sont proches de la maturité et une est immature ». Les essais de développement du nouveau moteur-fusée ont notamment été réalisés avec succès et il indique le planning suivant :
- 2024 : premier vol
- 2025 : essais fonctionnels complets
- 2026 : début de la production (une fois que l’ensemble des 18 technologies du programme seront à maturité).
- 2029 : fin des tests opérationnels
- entre avril et juin 2030 : capacité opérationnelle initiale (IOC) du missile[11]

Le coût des missiles, des nouveaux systèmes de commandement et de contrôle, ainsi que la modernisation des infrastructures pour les accueillir fut estimé à l'origine à 79 Md$, mais en 2024 Andrew Hunter, secrétaire adjoint de l'Air Force, annonce qu'il atteint désormais 140 Md$ (+ 81%) et pourrait aller vers 160 Md$. Particulièrement, la complexité de l'infrastructure au sol a été largement sous-évaluée, elle comprend la construction de nouveaux centres de contrôle, la rénovation des silos existants (450 silos, 24 centres de contrôle et plus de 600 installations), ainsi que le remplacement des câbles en cuivre par des fibres optiques sur environ 12 000 km. Face aux alarmes du Congrès ainsi que du Pentagone, une violation critique du seuil Nunn-McCurdy a été déclarée (un dépassement de plus de 25 % d'un programme d'armement fédéral entrainant son annulation, excepté s'il est essentiel à la sécurité nationale -  ce qui est évidemment le cas ici - et s'il n'existe aucun substitut de moindre coût). Le travail sur les installations au sol est suspendu pour 18 à 24 mois. L'US Air Force et Northrop Grumman ré-examinent chacune des exigences du programme pour identifier de possibles réductions des dépenses,,.